# Juan de Cosme de Médici
Juan de Cosme de Médici (italiano: Giovanni di Cosimo de' Medici; Florencia, 3 de julio de 1421 - 23 de septiembre de 1463) fue un banquero y mecenas de las artes italiano. Era hijo de Cosme de Médici el Viejo y Contessina de Bardi, hermano de Pedro el Gotoso y nieto por vía paterna de Juan de Médici.

## Biografía

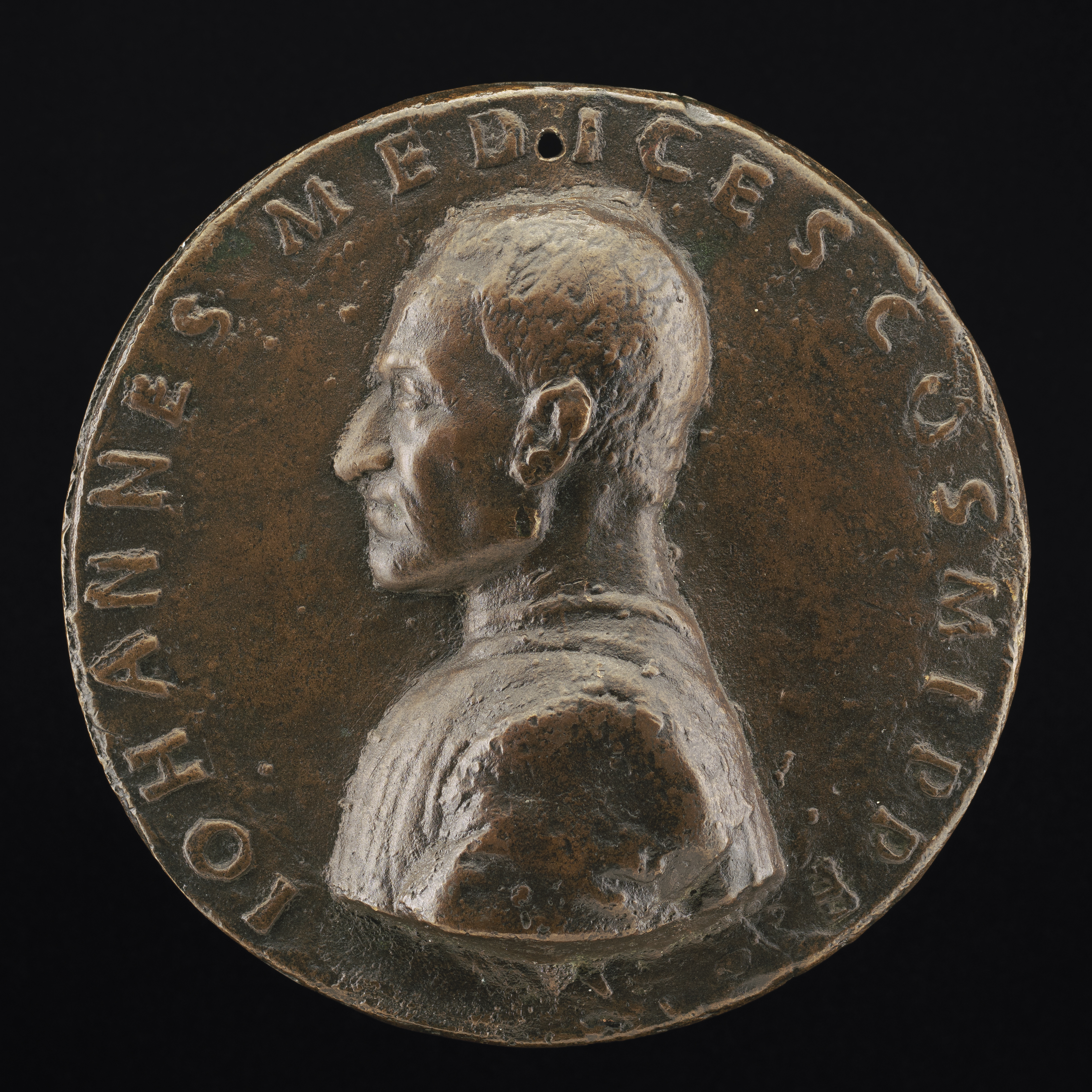
Juan de Cosme de Médici, c. 1465/1469, Galería Nacional de Arte.

A diferencia de su hermano, gozó de buena salud y Cosme lo veía como su probable sucesor. Recibió también una educación humanística de calidad, y mostraba interés principalmente por la música. 
Desde 1438 dirigió la rama de la banca familiar en Ferrara. 
Juan se casó con Ginevra degli Alessandrini el 20 de enero de 1452. Sólo tuvieron un hijo, Cosimino, que murió en 1459 a los ocho años. Juan probablemente tuvo otros dos hijos ilegítimos, que murieron jóvenes.
En 1454 fue elegido prior de Florencia y al año siguiente fue miembro de la delegación de embajadores enviados a Roma para saludar al nuevo papa Calixto III. También en 1455 Cosme le nombró director general del banco Médici pero, insatisfecho con la distracción de Juan con las artes y otras actividades, le nombró como tutor a Francesco Sassetti.
Murió prematuramente en 1463, y fue enterrado en la Basílica de San Lorenzo de Florencia. Más tarde Andrea Verrocchio esculpió un monumento para él y su hermano.
Juan de Médici fue un famoso mecenas de las artes. Hizo que Michelozzo Michelozzi le construyera la Villa Médici en Fiesole, aunque probablemente colaborase también el amigo de Juan, Leon Battista Alberti. Tenía una amplia colección de esculturas, monedas, manuscritos, joyas e instrumentos musicales. Entre los artistas que trabajaron para él estuvieron Mino da Fiesole, Desiderio da Settignano, Donatello, Domenico Veneziano, Filippo Lippi y Pesellino.